# Elektra (Sophokles)
Elektra (altgriechisch Ἠλέκτρα) ist eine Tragödie des griechischen Tragödiendichters Sophokles (5. Jahrhundert v. Chr.) Das Theaterstück hat einen Ausschnitt aus dem Atridenmythos zum Thema und behandelt die Rache der Geschwister Orestes und Elektra an den Mördern ihres Vaters Agamemnon, Klytaimnestra und Aigisthos. Dieser Teil des Mythos wurde auch von den zwei anderen großen antiken griechischen Tragödiendichtern Aischylos und Euripides aufgegriffen.

## Mythische Vorgeschichte
Der Tantalidenfluch, der als göttliche Bestrafung für den Frevel des Tantalos dient, setzt sich in der Rivalität seiner zwei Enkel um das mykenische Königtum fort. Atreus tötet die Söhne seines Bruders Thyestes und lässt sie ihm zum Mahl vorsetzen. Nur Aigisthos verbleibt als letzter Sohn des Thyestes. In der folgenden Generation ziehen die Söhne des Atreus, Agamemnon und Menelaos, in den Krieg gegen Troja, weil Helena, Menelaos’ Frau, vom trojanischen Prinzen Paris entführt wurde. Die Göttin Artemis, die Agamemnon wegen eines früheren Vergehens zürnt, verweigert dem Heer den nötigen Wind, um nach Troja zu segeln. Zu ihrer Besänftigung muss Agamemnon seine älteste Tochter, Iphigenie, opfern.

Das Tantalidengeschlecht

Als Agamemnon nach zehn Jahren Krieg und der Eroberung Trojas nach Mykene heimkehrt, wird er von seiner Frau Klytaimnestra und ihrem Liebhaber, Agamemnons Vetter Aigisthos, ermordet. Agamemnons Sohn Orestes kann mit der Hilfe von Strophios und seiner Schwester Elektra, die in Mykene verbleibt, fliehen.

## Handlung
Die Elektra des Sophokles folgt in ihrem Aufbau den Konventionen der griechischen Tragödie. Daher gliedert sich die Handlung in Prolog und Parodos (Einzugslied des Chores), dann in Epeisodien (vergleichbar mit Szenen) und Stasima (Standlieder des Chors) im Wechsel, um mit der Exodos (Auszugslied des Chores) abzuschließen.

### Prolog
Im ersten Teil des Prologs werden die Figuren Orestes und sein Freund Pylades sowie der alte Diener vorgestellt. Während sie sich noch außerhalb des Königspalastes bewegen, besprechen Orestes und sein alter Diener den geplanten Mord an Aigisthos, der durch einen Orakelspruch Apolls legitimiert wurde. Für ihr weiteres Vorgehen sehen sie folgendes vor:
· Der alte Diener soll sich als Gastfreund des Aigisthos ausgeben und verkünden, dass Orestes bei den pythischen Spielen gestorben sei.
· Orestes bringt als Tarnung eine Urne mit seiner angeblichen Asche zum Königspalast, um sich dadurch Zugang zu verschaffen.
Nach diesen Überlegungen hören sie im zweiten Teil des Prologs die trauernde Elektra innerhalb des Königspalastes, verlassen aber die Bühne, um ihren Racheplan vorzubereiten. Elektra verliert sich unterdessen in der Trauer um ihren ermordeten Vater und fordert Rache für ihn. Sie wünscht sich hierfür die Unterstützung ihres Bruders Orestes.
In der Parodos ergibt sich ein Wechselgesang zwischen dem hinzutretenden Chor und Elektra, in dem ihre Einsamkeit, Traurigkeit und Rachegelüste zum Ausdruck kommen.

### Erstes Epeisodion
Im ersten Teil der Szene versucht der Chor Elektra zu trösten, bis im zweiten Teil ihre Schwester Chrysothemis hinzutritt. Sie hat sich im Gegensatz zu Elektra mit der Herrschaft des Aigisthos abgefunden und fordert ihre Schwester auf, ihre Rachegedanken aufzugeben. Es kommt zu einem Streit zwischen ihnen, da beide auf ihrem Standpunkt beharren. Chrysothemis will auf Befehl ihrer Mutter ein Opfer an Agamemnons Grab darbringen. Anlass für den Auftrag war ein Albtraum, der Klytaimnestra Orests Wiederkehr ankündigte. Die beiden Schwestern einigen sich, statt Weihwasser gemeinsam ein Haaropfer darzubringen. Das erste Stasimon greift den Ursprung des Tantalidenfluches erneut auf und kündigt die Strafe für Agamemnons Mörder an.

### Zweites Epeisodion
In einer Begegnung mit Elektra erklärt Klytaimnestra, den Anschuldigen Elektras zuvorkommend, dass sie keinerlei Reue über den Mord an Agamemnon empfinde und ihr Gatte für Iphigenies Opferung den Tod verdient habe. Gegen diesen Einwand bezieht Elektra Stellung, so dass ein neuer Streit ausbricht.
Nach diesem Streit überbringt Orests alter Diener, als Gastfreund getarnt, die Botschaft, dass Orestes bei einem Wagenrennen in Delphi verunglückt sei. Klytaimnestra, die die Rückkehr des Orestes gefürchtet hat, ist erleichtert, während Elektras Verzweiflung wächst. Das zweite Stasimon untermalt mit einem Wechselgesang zwischen dem Chor und Elektra ihre zunehmende Hoffnungslosigkeit.

### Drittes Epeisodion
Chrysothemis erzählt Elektra, dass sie am Grab des Vaters eine frische Haarlocke von Orestes gefunden hat. Daher meint sie, Orestes müsse noch leben. Elektra begegnet ihr mit Skepsis und will die Rache an Aigisthos ohne Orestes vollziehen. Resigniert bittet sie ihre Schwester um Hilfe, die sich aber der Autorität der Mutter fügt und jegliche Hilfe verweigert. Elektra, in unbändigem Zorn und fester Entschlossenheit, wendet sich, vollkommen isoliert, von ihrer Schwester ab. Das dritte Stasimon enthält ein Gebet für das Gelingen ihres Planes.

### Viertes Epeisodion
Im letzten Epeisodion vollzieht sich die Anagnorisis zwischen Elektra, Orestes und dem alten Diener. Eine Figur, die sich später als Orestes offenbart, bringt die Urne mit seinen vermeintlichen Überresten nach Mykene. Auf dem Weg in den Königspalast trifft Orestes seine Schwester, die ihn nach anfänglichen Schwierigkeiten erkennt. Der alte Diener tritt dann zwischen die Geschwister, um vor allem Elektras Begeisterung Einhalt zu gebieten und ihre Tarnung zu wahren. An diese Begegnung mit dem alten Diener schließt sich die zweite Wiedererkennung zwischen Elektra und dem Diener an. Das folgende Chorlied kündigt die bevorstehende Ermordung an.

### Exodos
Orestes vollzieht daraufhin hinter verschlossenen Türen, im Rückgebäude der Orchestra, den Racheakt und tötet Klytaimnestra, während Elektra sichtbar vor den Türen den Todesschreien ihrer Mutter entgegenfiebert. Wenig später tritt Aigisthos hinzu, der den Leichnam für den des Orestes hält und von ihm an derselben Stelle getötet wird. Der Chor beendet das Stück und besingt Elektras neue Freiheit.

## Verhältnis zu anderen Fassungen
Für die Betrachtung dieser Version des Mythos ist es von Bedeutung, die Fassungen der anderen beiden großen Tragiker zu berücksichtigen. Damit können die besonderen Merkmale der sophokleischen Tragödie herausgestellt werden.
Die Choephoren des Aischylos, die Elektra des Sophokles und die Elektra des Euripides im Vergleich:
|                        | Elektra des Sophokles | Choephoren des Aischylos | Elektra des Euripides |
| ---------------------- | --- | --- | --- |
| Schauplatz             | Mykenisches Umland, vor dem Königspalast in Mykene | Am Grab des Agamemnon, vor dem Eingang des Königspalastes von Mykene | An einem Gehöft eines mykenischen Bauern im argivischen Bergland |
| Handlung               | Orestes, Pylades und der alte Diener treffen im Umland von Mykene ein, sie planen ihr Vorgehen. Elektra ist in ihrer Wut und Trauer hilflos, sie streitet sich mit ihrer Schwester Chrysothemis und ihrer Mutter, der alte Diener verkündet in einem Botenbericht den Tod des Orestes. Elektra trifft den verkleideten Orestes und den alten Diener, Elektra erkennt beide wieder, Orestes tötet Klytaimnestra und später Aigisth, der Chor besingt die Freiheit der Elektra. | Orestes und Pylades kommen zum Grabhügel, Elektra und die Choephoren treten zum Grabmal, es kommt zur Wiedererkennung, sie schwören Rache für ihren Vater, Elektra tritt ab. Orestes und Pylades überbringen die Nachricht von Orestes Tod, Orestes tötet Aigisth und dann Klytaimnestra. Orestes verfällt den Wahnsinn, der Chor stellt die Frage nach dem Ende der Gräueltaten im Atridenhaus. | Elektra, verlobt mit einem armen Landmann, holt Wasser, sie trifft auf Orestes und Pylades, die sich versteckt halten, Elektra erhebt eine Totenklage. Orestes erkennt Elektra, danach Elektra den Orestes, sie planen die Rache. Zuerst wird Aigisth überrascht und von Orestes und Pylades getötet, dann wird Klytaimnestra ermordet. Die Geschwister bereuen ihre Tat, die Dioskuren lösen den Konflikt auf. |
| Anagnorisis            | Orestes hinterlässt seine Haarlocke am Grab, die von Chrysothemis gefunden wird, Elektra nimmt dieses Zeichen nicht als Beweis wahr, sie erkennt Orestes an seinem Siegelring; zweite Anagnorisis zwischen ihr und den alten Diener. | Orestes hinterlässt am Grabmal des Agamemnon seine Haarlocke und Fußspuren, daran erkennt Elektra ihn. | Die Wiedererkennung in zwei Teilen: Orestes erkennt Elektra; Elektra weist jedoch Haarlocke und Fußspuren explizit ab; Mit Hilfe des Alten erkennt sie ihn an seiner Narbe. |
| Die Intrige            | Am Anfang des Stücks planen Orestes und Pylades die List: Er und Pylades geben sich als Gastfreunde Aigisths aus und täuschen Orests Tod vor, dadurch gelangen sie in den Palast. | Orestes erläutert in der Mitte des Stücks den Mordplan: Er und Pylades geben sich als Gastfreunde Aigisths aus und täuschen seinen Tod vor, damit gelangen sie in den Palast. | Orestes und Elektra planen die Rache; Orestes und Plyades sollen Aigisth überraschen und töten, während sie Klytaimnestra unter dem Vorwand einer Geburt zu sich locken soll. |
| Der Racheakt           | Zuerst wird Klytaimnestra wird von Orestes umgebracht, Elektra unterstützt ihn verbal. Danach wird Aigisth an derselben Stelle ermordet | Aigisth wird hinter verschlossenen Türen von Orestes getötet, dann tötet er Klytaimnestra nach kurzem Zögern. | Ein Bote berichtet; Orestes und Plyades haben Aigisth getötet. Er zögert Klytaimnestra zu töten, Elektra führt seinen Arm. |
| Legitimation der Tat   | Orestes fasst den Beschluss zum Mord selbst, Apoll bestätigt das Vorhaben und offenbart den Plan zum Mord. | Göttlicher Auftrag von Apoll | Göttlicher Auftrag von Apoll, der von Orestes in Frage gestellt wird. |
| Exodos - Schuldproblem | Der Mord an Agamemnon ist gesühnt und Orestes und Elektra sind frei. | Orestes wird als Befreier gefeiert, verfällt aber am Ende in Wahn, muss nach Delphi ziehen, um sich zu entsühnen. | Die Geschwister bereuen, Dioskuren lösen den Konflikt: Orestes wird in Athen entsühnt, Elektra heiratet Pylades. |

Die Choephoren des Aischylos stellen die älteste bekannte Version des Mythos dar und dienen als Bezugspunkt für Sophokles’ und Euripides’ Ausarbeitungen. So orientieren sich beide Dichter an demselben groben Handlungsablauf und interpretieren bestimmte Szenen und Motive neu.
Die Anleihen an Aischylos werden bei Sophokles dabei unter anderem daran deutlich, dass:
- beide Handlungen vor dem Palast in Mykene spielen;
- beide sich desselben Intrigen-Plots bedienen;
- beide die Haarlocke Orestes als Wiedererkennungsmerkmal erwähnen;
- bei beiden Klytaimnestra in der Nacht vor der Ankunft des Orestes durch einen Traum gewarnt wird, woraufhin sie durch Opfergaben das Schicksal aufzuhalten versucht.

Trotz grundlegender Übereinstimmungen und etlicher Bezugnahmen zwischen den Versionen des Sophokles und Aischylos besitzt die Elektra eine wesentliche Fokussierung auf die Figur der Elektra. So ist diese nicht nur namensgebend, sondern ist bei Sophokles in fast allen Szenen, bis auf die erste, immer auf der Bühne, während bei Aischylos Elektra in der Mitte des Dramas abgeht. Zur Hervorhebung der Elektra-Figur fügt Sophokles neue Streitgespräche zwischen ihr und ihrer Schwester Chrysothemis sowie zwischen ihr und ihrer Mutter ein. Elektra spielt im Vergleich zu Aischylos eine verbal unterstützende Rolle bei dem Mord. Auch wird die Schuldproblematik bei Sophokles am Ende des Stückes nicht angesprochen, da das Stück sofort nach dem Tod Aigisths endet. Dieser Umstand und die Tatsache, dass der Muttermord im Gegensatz zu den anderen Versionen nicht am Ende der Tragödie steht, hat zu unterschiedlichen Interpretationen des Dramas geführt.
Das Verhältnis der namensgleichen Werke von Sophokles und Euripides ist anders als das Verhältnis zu Aischylos nicht durch einen Vergleich zu bestimmen, der von einer gesicherten Chronologie der Werke ausgehen kann. Welche der beiden Elektren zuerst erschien, ist nämlich in der Forschung ungeklärt. Daher ist es problematisch, eine der Elektren als Reaktion auf die andere zu verstehen. Wesentliche Unterschiede in der Konzeption beider Stücke lassen sich dennoch ausmachen. Die Ausführung einiger Unterschiede dient dazu, ihre unterschiedlichen Gestaltungsweisen hervorzuheben.
Neben der von Seeck beschriebenen Tendenz des Euripides zur „Entmythisierung“ und „Verbürgerlichung“ des Dramas liegt der Fokus auf der Schuldproblematik und der aktiven Rolle der Elektra im Mordkomplott. So thematisiert Euripides die Rechtmäßigkeit des Mordes und ihre Folgen, indem er am Ende den Fall durch die Dioskuren auflösen lässt. Außerdem wird im Gegensatz zu Sophokles Klytaimnestra nicht als bloßes Feindbild gezeichnet. Sie erweist sich sogar als hilfsbereit, als sie ihrer Tochter bei der angeblichen Geburt helfen will.

## Interpretation
Das Leid und der daraus entstehende Kreislauf der Rache sind essenzielle Themen vieler griechischer Tragödien, wie auch der Elektra des Sophokles. Nach dem Prinzip der vorinstitutionellen Selbstjustiz wird Leid mit Leid vergolten, Tod durch Tod gerächt. Hier wird die Frage aufgeworfen, inwiefern diese Verhaltensweise als rechtmäßig anzusehen ist. Diesbezüglich gibt es in der Forschung zwei Deutungstraditionen. Für die eine Tradition verliere der Muttermord durch die Endstellung der Ermordung des Aigisthos zu einem Teil seine Bedeutung. Der Muttermord sei viel eher eine gerechte, unproblematische Rache für den Mord an Agamemnon. In der Interpretationsgeschichte hatten die Ausführungen von August Wilhelm Schlegel in seinen Vorlesungen von 1802 und 1803 lange Zeit großen Einfluss auf diese Deutung der Elektra.
Die andere Deutungstradition geht davon aus, dass der Mord an Klytaimnestra moralisch verwerflich ist. John Tresidder Sheppard hat als erster diese pessimistischere, ironische Lesart begründet, die die eigentlich siegreichen Protagonisten als gebrochene Helden darstellt. Nach ihm liege das Tragische in dem Hass der Elektra ihrer Mutter gegenüber, und die Zuschauer sollten nach dem offenen Ende Orestes für seine Handlung verurteilen. Gegen eine ironische Deutung sprechen sich hingegen u. a. March und Burnett in ihren Werken aus. Insgesamt, so Schmitz, habe sich kein Konsens in der Deutung des Racheaktes herausgebildet.
Neben der Frage der Deutung des Racheaktes haben sich Forscher mit metatheatralischen Elementen in Sophokles‘ Werk beschäftigt. Diesbezüglich wird zum Beispiel die von Orestes getragene Urne als Requisite und Gegenstand der sophokleischen Bühnenkunst untersucht.

## Rezeption
Grundsätzlich ergibt sich bei der Betrachtung der Rezeptions der Sophokleischen Elektra das Problem, dass die Orientierung eines späteren Werkes an Sophokles nur in manchen Fällen eindeutig nachzuweisen ist. Durch die Überlieferung der zwei anderen großen Tragiker, Euripides und Aischylos, haben sich vielfach Elemente und Motive vermischt. Daher ist es laut Flashar nicht einfach, die Nachwirkung von Sophokles‘ Elektra genau abzugrenzen.
Als prägendes Merkmal in der Rezeptionsgeschichte von Sophokles wird nach Schmitz gemeinhin Elektras Isolierung, ihr Leid und ihr sich verschärfender Hass aufgenommen.

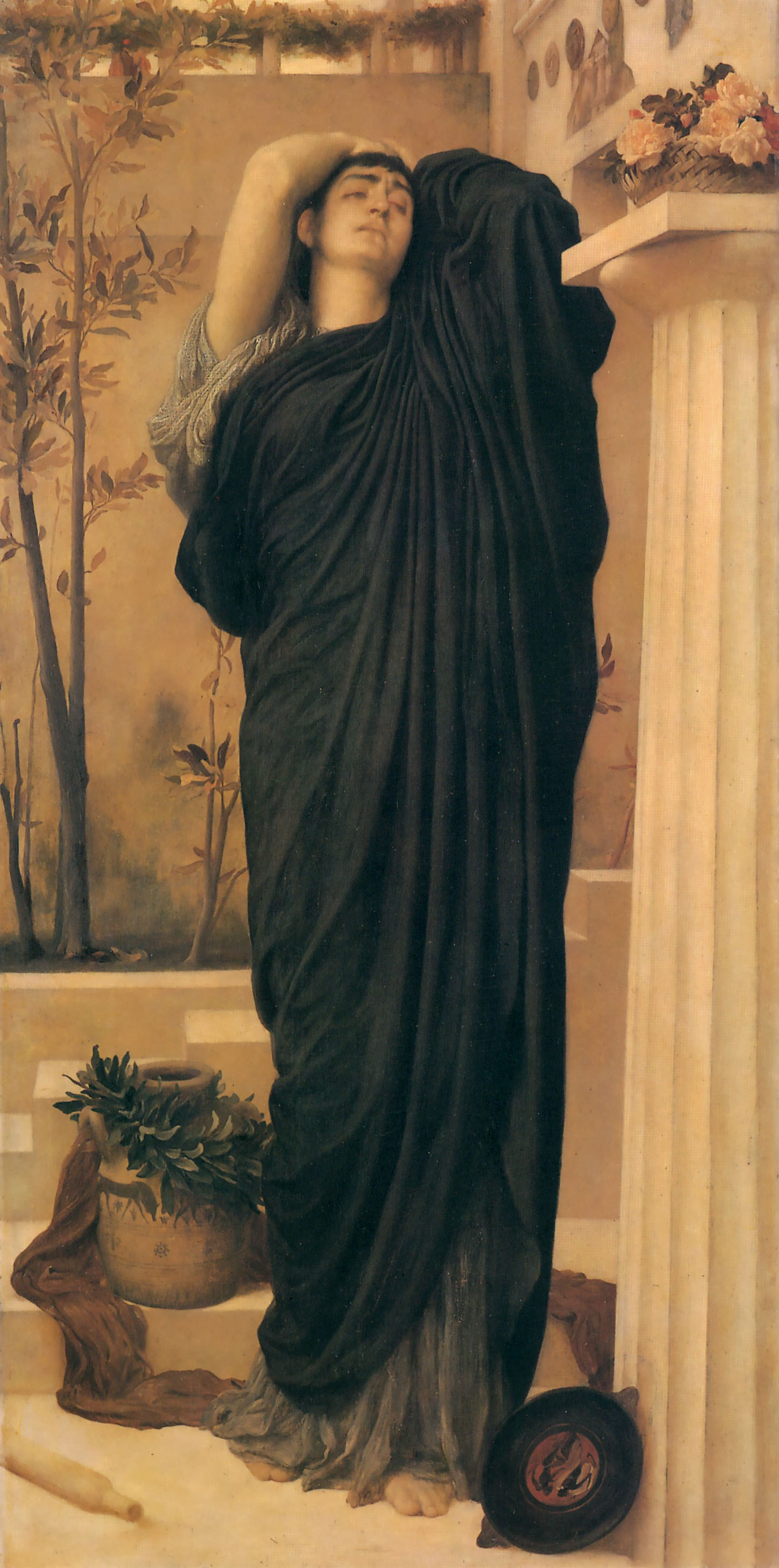
Frederic Leighton, Electra at the Tomb of Agamemnon (1869)

1869 stellte Frederic Leighton mit seinem Gemälde „Electra at the Tomb of Agamemnon“ die recht maskulin erscheinende Elektra in einem schwarzen Trauergewand dar. Dadurch, dass sie neben einem phallusförmigen Gefäß und einer Kylix mit einem Bildnis eines entblößten Satyrn erscheint, kann die Trauerpose auch als Zeichen sexueller Frustration gedeutet werden. Damit verweist Leighton bereits auf die Tendenz zur stärker psychologisierenden Darstellung der Elektra.
Im deutschen Theater wurde die sophokleische Elektra erstmals unter der Regie Adolf Wilbrandts am 25. Januar 1882 aufgeführt. Das Stück, das vor allem einen großen Wert auf die Gestaltung einer antik anmutenden Bühnenanlage legte, hatte die Unerbittlichkeit der Handlung und Charaktere gemildert und Elektra als trostbedürftige Figur gezeichnet, die ihre Gefühlsausbrüche noch zurückhält.

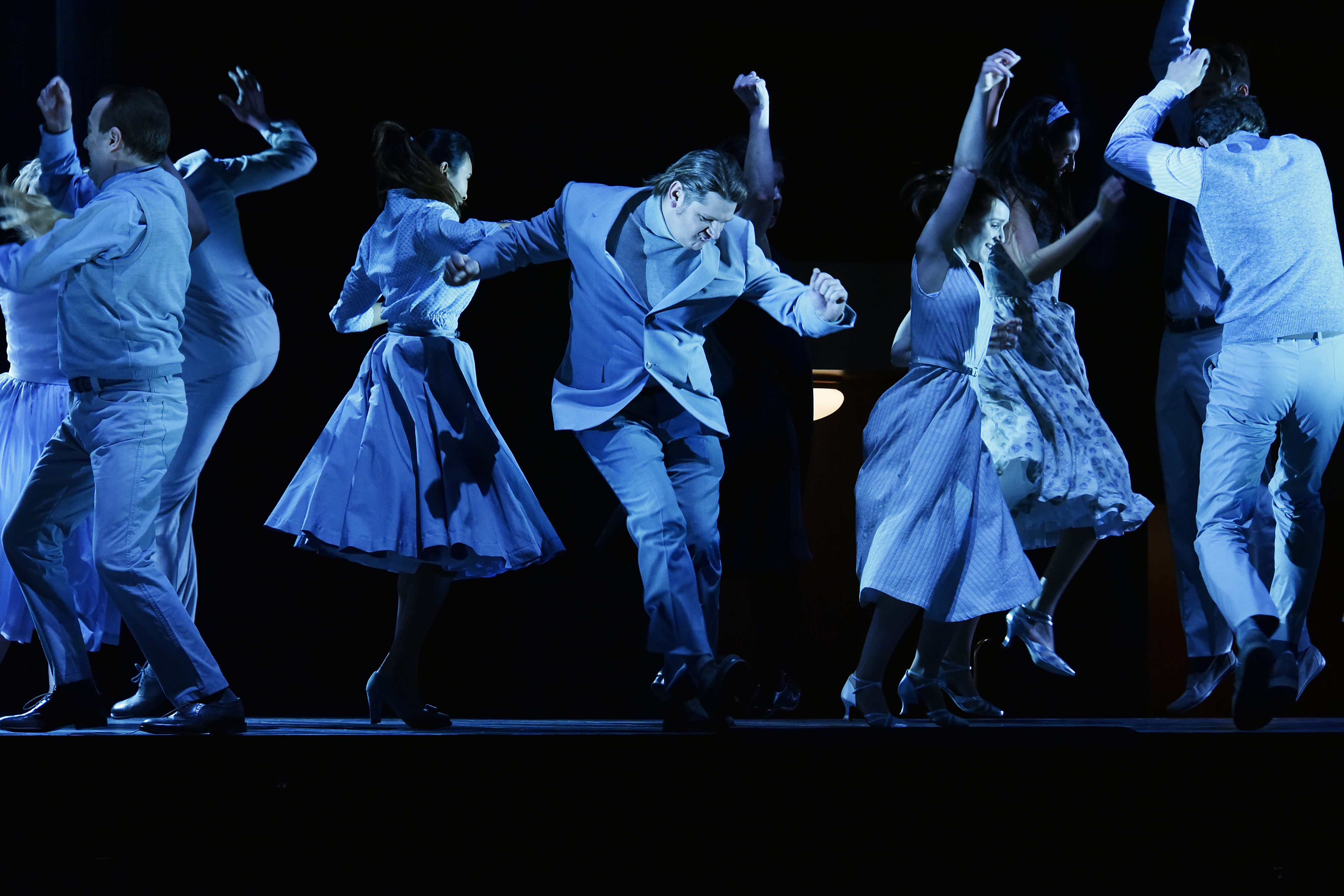
Der Tanz der Elektra in der Inszenierung von Uwe Eric Laufenberg an der Wiener Staatsoper, 2015

Der psychologisierende Ansatz fand im 20. Jahrhundert weitere Aufnahme. Am prominentesten war hierbei Hugo von Hofmannsthals Elektra (UA Berlin 1903). Dabei folgte er laut Flashar weitgehend der äußeren Handlung von Sophokles’ Tragödie, legte aber einen deutlich stärkeren Fokus auf die psychologische Situation der einzelnen Figuren. So steigert sich Elektra nach der Rache an Aigisthos in einen mänadischen Tanz voller ekstatischer Übersteigerung, bis sie selbst tot zusammenbricht. Hofmannsthal wurde dabei stark von Freuds Mytheninterpretationen inspiriert. Elektras Hass auf ihre Mutter wird mit ihrer unterdrückten Sexualität begründet. Dieses sexuelle Element der Elektra-Interpretation wurde später durch den von C. G. Jungs begründeten Elektrakomplex in der analytischen Psychologie aufgegriffen.
Hofmannsthals Elektra wurde unter dem gleichen Titel von Richard Strauss als Oper vertont und 1909 in Dresden uraufgeführt. Wesentlich ist hier die Überführung von den in Hofmannsthals Theater ausgedrückten starken Emotionen und ihrer Dramatik in eine musikalische Motivik, die das Klagen und Trauern aufgreift.
In der Folge des Wiederauflebens der Werke des Aischylos wird die Sophokleische Elektra auf der Bühne zunehmend seltener aufgeführt.

## Textausgaben und Übersetzungen
- Sophoclis Fabulae, hrsg. von Hugh Lloyd-Jones und Nigel G. Wilson, Oxford Classical Texts, Oxford 1990. ISBN 978-0-19-814577-6
- Elektra. Übersetzung und Nachwort Wolfgang Schadewaldt. Philipp Reclam jun., Stuttgart 1999, ISBN 978-3-15-000711-2.
- Elektra. Aus dem Griechischen von Peter Krumme. Verlag der Autoren, Frankfurt a. M. 1999.
- Sophocles, Electra / ed. with introd. and commentary by P. J. Finglass, Cambridge Univ. Press, Cambridge [u. a.] 2007, ISBN 978-0-521-86809-9
- Elektra. Griechisch/Deutsch (= Reclams Universal-Bibliothek, Nr. 19022). Markus Janka (Nachwort), Kurt Steinmann (Übersetzer). Philipp Reclam jun., Stuttgart 2013, ISBN 978-3-15-019022-7.
- Elektra. Hrsg., kommentiert und übersetzt von Thomas A. Schmitz. De Gruyter, Berlin/Boston 2016, ISBN 978-3-11-018824-0.
- Sophocles’ Electra / commentary by Hanna M. Roisman, Oxford University Press, Oxford 2020, ISBN 978-0-19-005359-8